# Londa
Londa là một thị trấn thống kê (census town) của huyện Belgaum thuộc bang Karnataka, Ấn Độ.

## Địa lý
Londa có vị trí 15°28′B 74°31′Đ / 15,47°B 74,52°Đ Nó có độ cao trung bình là 652 mét (2139 feet).

## Nhân khẩu
Theo điều tra dân số năm 2001 của Ấn Độ, Londa có dân số 6276 người. Phái nam chiếm 51% tổng số dân và phái nữ chiếm 49%. Londa có tỷ lệ 72% biết đọc biết viết, cao hơn tỷ lệ trung bình toàn quốc là 59,5%: tỷ lệ cho phái nam là 80%, và tỷ lệ cho phái nữ là 63%. Tại Londa, 11% dân số nhỏ hơn 6 tuổi.